# Robert D. Murphy
Robert Daniel Murphy, född den 28 oktober 1894 i Milwaukee, Wisconsin, död den 9 januari 1978 i New York, var en amerikansk diplomat och politiker.

## Biografi
Murphy började sin federala karriär på US Post Office 1916 och flyttade 1917 till att vara chifferkontorist vid amerikanska legationen i Bern, Schweiz. Han engagerades vid den amerikanska  utrikesförvaltningen 1921. Bland alla hans uppdrag kan också nämnas vice-konsul i Zürich och München, konsul i Sevilla, konsul i Paris 1930-1936 och chargé d'affaires till Vichyregimen. Han var också den amerikanska regeringens specialist på Frankrike.
I februari 1941 förhandlade han fram Murphy- Weygand-avtalet, vilket gjorde det möjligt för USA att exportera till Franska kolonialimperiet trots de brittiska blockaden och handelsrestriktioner mot det Vichystyrda området.
På uppdrag av president Franklin D. Roosevelt undersökte Murphy, hösten 1942, förhållandena i Franska Nordafrika inför de allierades landstigningar - Operation Torch - den första stora allierade markoffensiv under andra världskriget. Han utsågs till presidentens personliga representant med rang av ministern till Franska Nordafrika. Murphy tog kontakt med olika franska officerare i Alger och rekryterade dem att stödja de allierade när invasionen av Franska Nordafrika kom.
År 1943-44 var han representant i Algeriet. När General Dwight D. Eisenhower behövde en civilrepresentant från utrikesdepartementet att inta en liknande roll i Italien 1943, accepterade Murphy gärna detta och lämnade Alger bakom sig. Han var sedan Eisenhowers politiske rådgivare 1944-45.

## Diplomatisk karriär efter andra världskriget
- 1949 ambassadör, Belgien,
- 1952 ambassadör, Japan,
- 1953 biträdande sekreterare för FN frågor,
- 1953 biträdande statssekreterare för politiska frågor (biträdande utrikesminister),
- 1955 biträdande statssekreterare för politiska frågor,
- 1956 karriärambassadör,
- 1958 personlig representant för president Eisenhower under Libanonkrisen 1958,
- 1959 understatssekreterare för politiska frågor.

## Efter statlig tjänst
Murphy pensionerades från det amerikanska utrikesdepartementet i december 1959 men blev en rådgivare till presidenterna John F. Kennedy, Lyndon Johnson och Richard Nixon. Han tjänstgjorde på president Gerald Fords Foreign Intelligence Advisory Board och  var medlem i styrkommittén för Bilderberggruppen.
År 2006 var Murphy med på ett USA-frimärke, en av ett block med sex framstående diplomater.